# موتاویتا
موتاویتا (انگلیسی: Motavita)یکی از شهرهای کشور کلمبیا است.